# Mastif angielski
Mastif angielski – rasa psa zaliczana do grupy molosów w typie mastifa, wyhodowana w Anglii. Jest jednym z największych psów świata. Psy tej rasy były pierwotnie przeznaczone do stróżowania, z czasem przejęły również funkcję psa-towarzysza. Typ dogowaty.

## Rys historyczny
Dawni przodkowie dzisiejszego mastifa angielskiego pochodzą z Azji Środkowej. Podobizny tych zwierząt występują na rzeźbach babilońskich. Pierwotne mastify ze względu na swoją siłę i masę ciała były przystosowywane do walk. W Anglii pojawiły się ponad 2000 lat temu. Po podboju Brytanii przez Rzymian stały się popularnymi psami bojowymi. Były przywożone do Rzymu głównie jako atrakcja dla ludzi podczas walk w amfiteatrach, gdzie walczyły m.in. z lwami, tygrysami i bykami.
W średniowiecznej Anglii mastify wykorzystywane były jako psy wojenne, a także w walkach psów i do szczucia na przywiązanego niedźwiedzia, a w XVII-wiecznej – jako psy pilnujące terenów łowieckich bogatej szlachty przed kłusownikami. Później jego popularność zmalała.
Nazwa rasy pochodzi prawdopodobnie od staroangielskiego słowa masty oznaczającego siłę. Z Anglii mastify rozpowszechniły się na inne kraje. Hodowlę w czystości rasy rozpoczęto w 1883 roku.
Na początku XX wieku mastify występowały nielicznie. Kilku hodowców postanowiło jednak reaktywować rasę. Tuż przed wybuchem II wojny światowej liczba reprezentantów tej rasy zwiększyła się, a po wojnie nastąpił ponowny regres w ich hodowli. W tym czasie podjęto próby mieszania ocalonych mastifów angielskich z osobnikami z USA.

## Klasyfikacja FCI
W klasyfikacji FCI rasa ta została zaliczona do grupy II – Pinczery, sznaucery, molosy i szwajcarskie psy do bydła, sekcja 2.1 – Molosy typu mastifa. Nie podlega próbom pracy.

## Budowa
Mocna i masywna, z wyraźnie zarysowanymi mięśniami. Mastif angielski jest jedną z największych ras psów na świecie. Aicama Zorba of La Susa z Londynu jest uważany za największego psa świata. W 1989 osiągnął 155 kg masy ciała.
Sierść krótka, przylegająca, z krótkim i gęstym podszerstkiem. Głowa szeroka, w ogólnym zarysie kanciasta, z krótką kufą i wiszącymi uszami. Kończyny silne i szeroko rozstawione. Ogon długi, niezbyt wysoko osadzony, zwisający.

### Szata i umaszczenie
Maska i oczy ciemne, umaszczenie od morelowego po srebrne, także ciemno pręgowane.

## Zachowanie i charakter
Zazwyczaj łagodny, lojalny, tolerancyjny dla dzieci. Pomimo swej mocnej i muskularnej budowy jest cierpliwym i oddanym psem rodzinnym, jednak w stosunku do nieznajomych może okazać cechy psa obronnego – może wykazywać skłonność do agresji. Jest skłonny do podporządkowania się, lecz z racji swojej siły potrzebuje właściciela, który będzie potrafił nad nią zapanować w razie potrzeby. W obronie właścicieli bywa groźny, a zdenerwowanego mastifa trudno poskromić.
Trzeba mu zapewnić dużo miejsca, dużo codziennego ruchu oraz odpowiednie wyżywienie. Łatwo aklimatyzuje się do nowych warunków. Jest wrażliwy na niespodziewane dźwięki.

## Popularność
Przedstawiciele tej rasy są rzadko spotykani, zarówno w Wielkiej Brytanii, jak i w innych krajach.